# 東京学館船橋高等学校
東京学館船橋高等学校（とうきょうがっかんふなばしこうとうがっこう）は、千葉県船橋市豊富町にある私立高等学校である。｢学館船橋｣と略称される。
1986年に商業科・情報処理科・食物調理科・工芸科・服飾デザイン科の専門5学科を持つ東京学館総合技術高等学校（とうきょうがっかんそうごうぎじゅつこうとうがっこう）として開校した。
2002年度に商業科を情報処理科へ編入して情報処理科、2003年度から工芸科を美術工芸科、服飾デザイン科をファッションデザイン科へそれぞれ変更する。2006年度に普通科を新設して現校名に変更した。2012年にファッションデザイン科を廃止する。数多くの検定試験を校内で実施する。
系列校に東京学館浦安高等学校、東京学館高等学校が、東京学館新潟高等学校がある。

## 設置課程
- 全日制課程
  - 情報ビジネス科 - 2018年4月1日に情報処理科を名称変更
  - 美術工芸科
  - 食物調理科
  - 普通科

### 過去
- 全日制課程
  - ファッションデザイン科（2012年度以降廃止）

## 著名な出身者
- 土井宏昭 - ハンマー投選手。世界選手権日本代表。2000年から日本インカレ3連覇。
- 今村駿 - バレーボール選手。2010年から全日本代表、2010年：2009/10 Vプレミアリーグ 最優秀新人賞
- 内藤和也 - バレーボール選手。2009年第21回アジア太平洋カップ、第25回ユニバーシアード代表。
- コザキユースケ - 漫画家、イラストレーター。
- ニンポー ‐ 配信者、ユーストリーマー